# Ohad Knoller
Ohad Knoller (Tel Aviv, 28 de setembro de 1976) é um ator israelense. É mais conhecido pela atuação nos filmes Yossi & Jagger, e The Bubble.